# Ondátegui
Ondátegui (en euskera y oficialmente Ondategi) es un concejo del municipio de Cigoitia, en la provincia de Álava, País Vasco (España). 

## Toponimia
La población aparece en la documentación escrita a lo largo de los siglos con distintas denominaciones: Hondategui (1257, 1295, 1497, 1500, 1802), Ondategui (1454, 1551). El topónimo tendría su fundamento en -hondo, del romance temprano procedente de fondo más el locativo -tegi. El nombre lo recibiría la localidad en contraposición con las vecinas Manurga y Murua, cuyos respectivos topónimos derivarían de su ubicación en lugares elevados.

## Geografía física
Ondategi se encuentra en una ladera, a 458 m. de altura, en la orilla derecha del río Zubialde. Dista unos 15 km de Vitoria-Gasteiz, y para acceder desde ella se debe tomar la carretera N-622 hacia Bilbao, cogiendo el desvío por la A-3608 en dirección a Gopegi. El caserío está dividido en dos zonas denominadas de Arriba y de Abajo o Larragorri, separadas por la fuente pública. En su término se halla el torco de Zarakua por donde se filtra parte importante de su caudal hidrográfico.

### Ubicación
|                | Norte: Murúa |               |
| Oeste: Manurga |              | Este: Gopegui |
|                | Sur: Letona  |               |

## Naturaleza
En el término de Sarragoa se localiza un hermoso roble, de más de 20 metros de altura y aproximadamente 5 metros de circunferencia, que está incluido en el inventario del Gobierno Vasco de Árboles singulares del País Vasco. 

## Historia
Hacia mediados del siglo XIX, el lugar, ya por entonces cabeza del ayuntamiento de Cigoitia, tenía contabilizada una población de 147 habitantes. Aparece descrito en el duodécimo volumen del Diccionario geográfico-estadístico-histórico de España y sus posesiones de Ultramar de Pascual Madoz con las siguientes palabras:

ONDATEGUI: l. y cab. del ayunt. de Cigoitia, en la prov. de Alava, part. jud. de Vitoria (2 leg.), aud. terr. de Búrgos, c. g. de las Provincias Vascongadas, dióc. de Calahorra (19). sit. en la falda meridional y á 1/2 leg. del monte Gorbea; clima variable; le combaten todos los vientos y se padecen enfermedades estacionales. Tiene como 50 casas inclusa la sala de ayunt., titulada de Sta. Lucia que se halla al N. del l. separada del casco de la pobl. como un tiro de bala, es de mucha capacidad, como destinada en otros tiempos para cobijar á toda la hermandad que se reunia muchas veces en ayunt. ó junta general; hay escuela de primera educacion para ambos sexos; igl. parr. dedicada á San Lorenzo; servida por dos beneficiados perpétuos, uno de los cuales con titulo de cura de provision del ordinario y aquellos de presentacion de cabildo; en esta igl. se reune el ayunt. general para celebrar sus funciones religiosas; una ermita (Sta. Lucia), de propiedad del pueblo, y para surtido del vecindario una fuente de aguas comunes y saludables. El térm. confina N. Gopez y Larrinoa; E. Berricano; S. Letona, y O. Guiaitegui, Olano y Manurga; comprendiendo dentro de su circunferencia diferentes arbolados y abundantes pastos para toda especie de ganados. El terreno es árido y arenisco; le atraviesan dos r., uno que nace en la falda del espresado monte Gorbea; con 5 puentes, uno de los cuales es de madera; y el otro llamado Mayor formado de varias fuentes y cruzado de algunos puentecillos, se pierde á 1/4 de leg. de esta pobl. por un boqueron en peña viva llamado el Boqueron de Zaracua, y vuelve á salir á la dist. de 1/2 leg.; tambien en peña viva en el punto que llaman Lendia, en la jurisd. de Apodaca. El correo se recibe de Vitoria por los mismos interesados. prod.: toda especie de granos; cria de ganado de toda clase; caza de perdices y liebres. ind.: ademas de la agricultura y ganaderia, hay un molino harinero. pobl.: 33 vec., 147 alm. riqueza y contr.: con su ayunt. (V.).
(Madoz, 1849, p. 276)

En 2022, la entidad singular de población tenía empadronados 181 habitantes y el núcleo de población, 180.

## Despoblado
Forma parte del concejo el despoblado de:
- Alday.[9]

## Demografía
| Gráfica de evolución demográfica de Ondátegui entre 2000 y 2017 |
|                                                                 |
| Población de derecho según los censos de población del INE.     |

## Cultura

### Patrimonio material

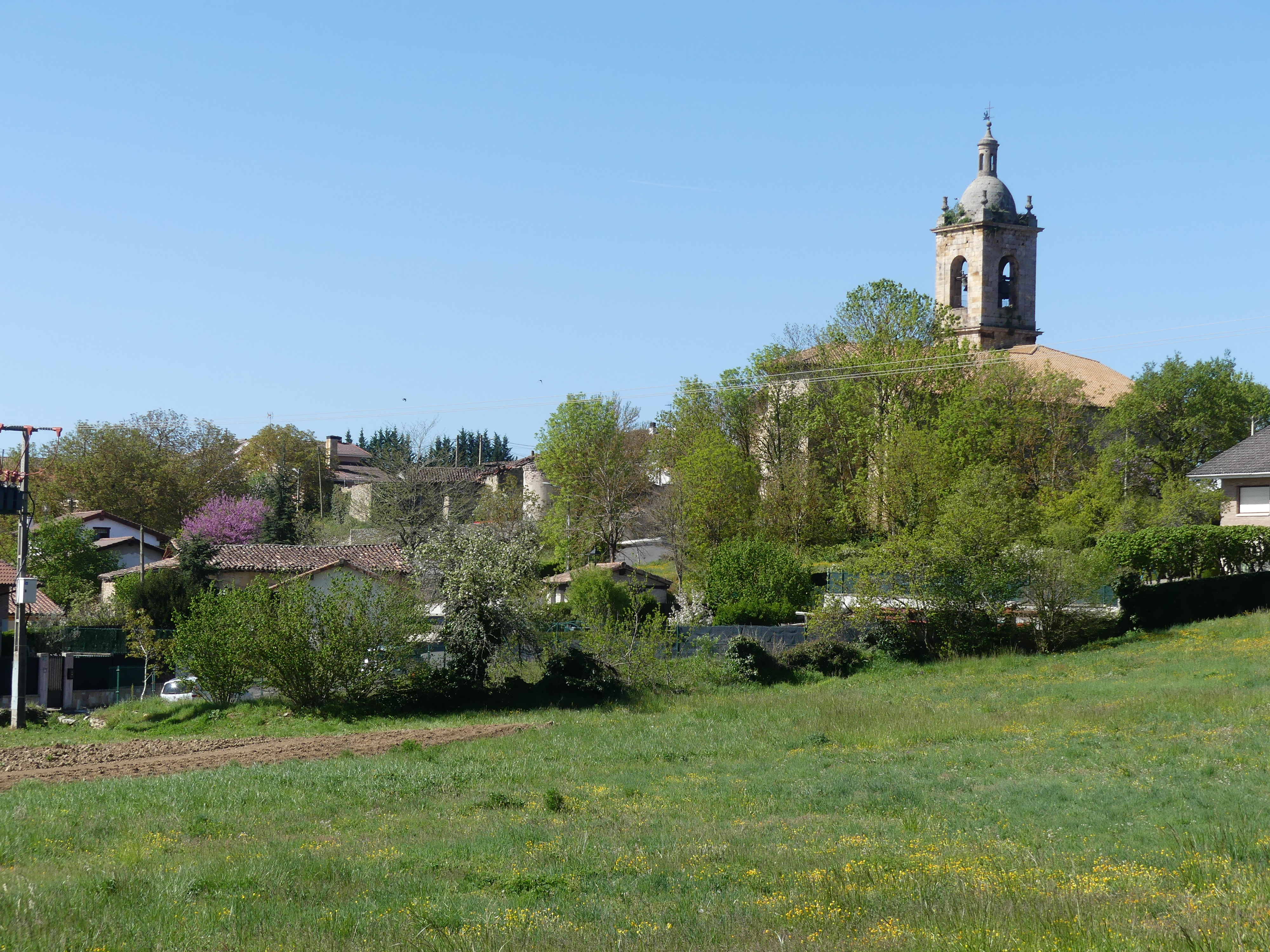
Iglesia de San Lorenzo, en Ondategi (Álava)

Iglesia de San Lorenzo: El templo presenta dos partes bien diferenciadas, la nave románica de dos tramos y la cabecera de principios del siglo XVII. La ampliación del templo medieval quedó documentada, al menos en parte, en 1629. se conservan dos sacristías: La antigua, al lado izquierdo del crucero, se fecha a finales del siglo XVI. La otra es barroca, de hacia 1730. Aunque existió una espadaña anterior, el campanario es de construcción neoclásica y fue erigido en 1808. La campana más antigua que se conserva es de 1612. El retablo mayor, barroco y de considerable calidad, fue realizado en 1701.

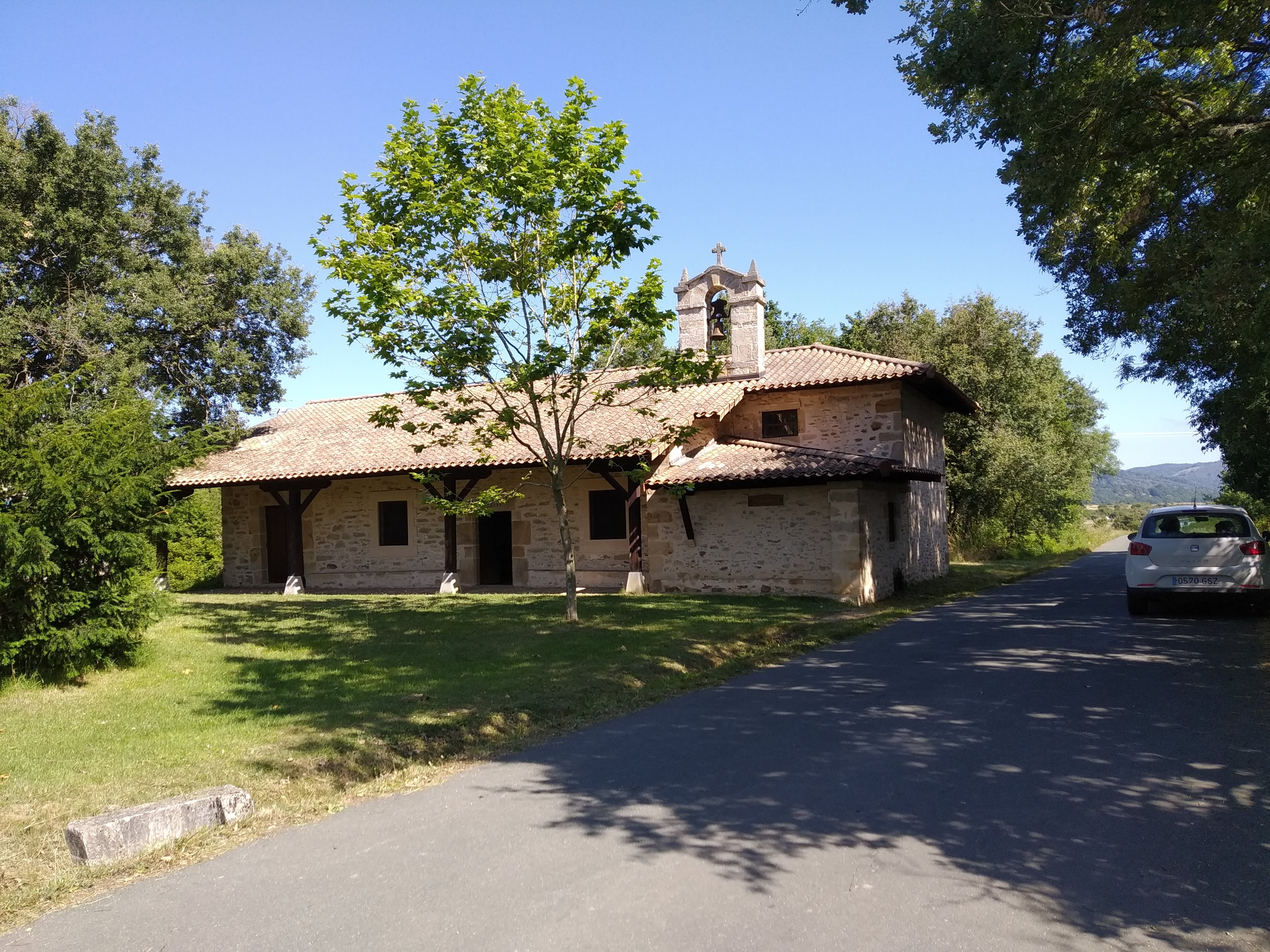
Ermita de Santa Lucía en Ondategi (Álava)

Ermita de Santa Lucía de Teparua. Está situada en el camino que se dirige a Murua. Del siglo XVI, en 1686 la parroquia pagaba la reedificación de la ermita, debido a su mal estado.  La ermita tiene gran devoción en toda la comarca y es un importante lugar en la historia de la Hermandad de Cigoitia. La sala de juntas se encuentra adosada a la ermita. 

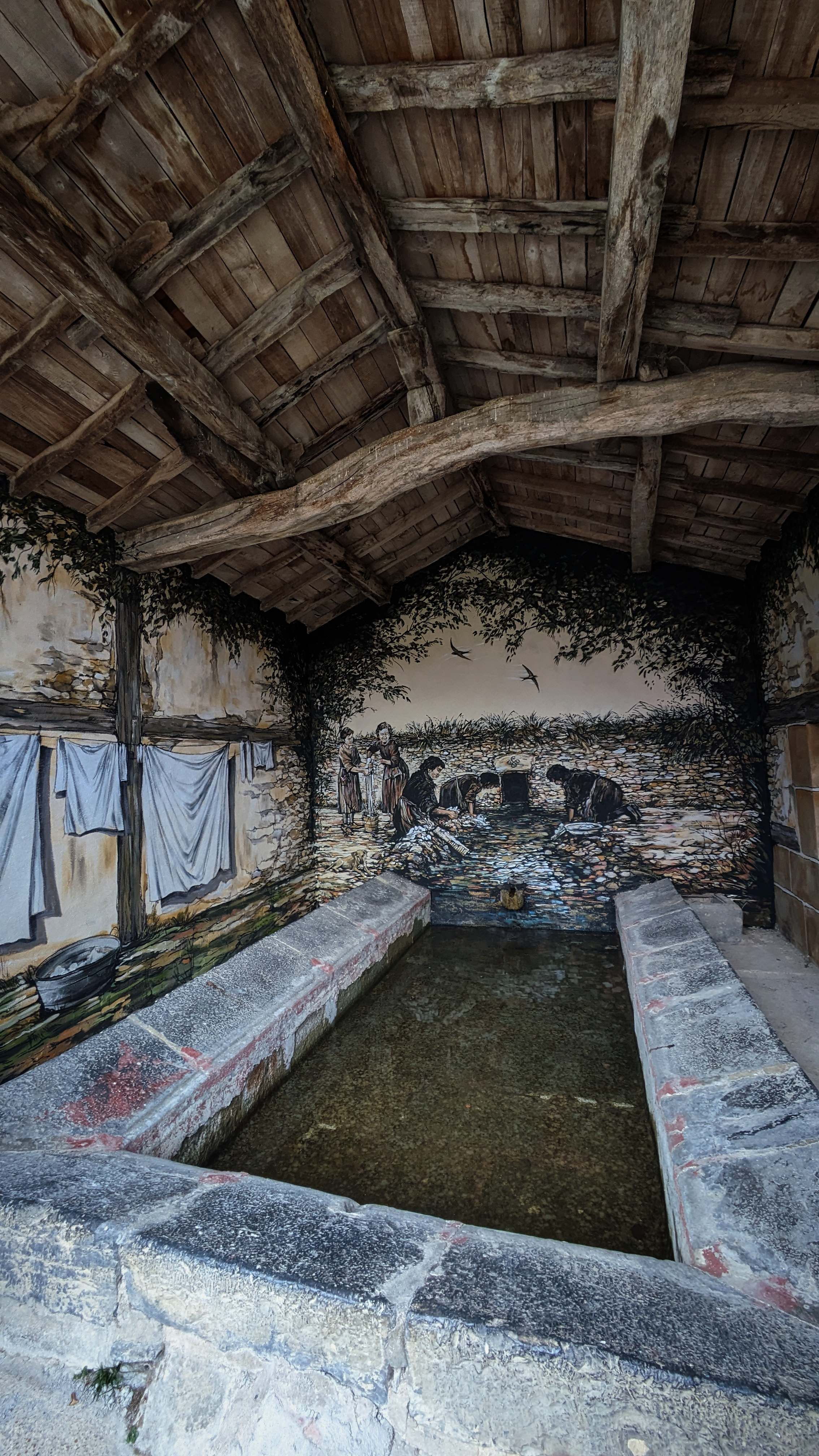

Fuente-abrevadero-lavadero. Construida en el siglo XIX.
Puente de Ondategi-Zubialde. Levantado en el siglo XIX al sur del pueblo, sobre el arroyo Zubialde. Sin pretil, presenta un solo ojo rematado en arco escarzano y fábrica de mampostería irregular de tamaño medio.

### Patrimonio inmaterial

#### Festividades
El 10 de agosto se celebra la fiesta de San Lorenzo, titular de la parroquia, y el 13 de diciembre la de Santa Lucía, con amplia participación del vecindario de Cigoitia, en especial en la misa de la cofradía, fundada en el s. XVI.